# Warzyn Drugi
Warzyn Drugi – wieś w Polsce, położona w województwie świętokrzyskim, w powiecie jędrzejowskim, w gminie Nagłowice.
| SIMC    | Nazwa    | Rodzaj |
| ------- | -------- | ------ |
| 0255065 | Ustronie | osada  |

W latach 1975–1998 wieś administracyjnie należała do województwa kieleckiego.
Pod koniec II wojny światowej pomiędzy Zagórzem a Warzynem Drugim znajdowało się niemieckie lotnisko polowe, o nawierzchni częściowo utwardzanej kamieniem wapiennym pochodzącym z pobliskich odkrywek. Po zakończeniu działań resztki lotniska zostały rozebrane przez miejscową ludność. Obecnie jedynym śladem są pozostałości po odkrywkach kamienia wapiennego.